# Lago Pontchartrain
O lago Pontchartrain é um corpo de água localizado no sudeste do Estado americano de Luisiana. É o segundo maior lago de água salgada do país, atrás somente do Grande Lago Salgado, e é o maior lago da Louisiana. Possui uma área de 630 km², e possui uma profundidade média de apenas 3,5 metros. Na margem sul do lago localiza-se a cidade de New Orleans, a maior cidade do estado, protegida por diques que se romperam em 2005, com a passagem do furacão Katrina. Sendo área de polderes com as menores altitudes da Louisiana o estrago foi enorme.